# Shin sekai yori
Shin sekai yori (新世界より) (en anglais From the New World) est un roman japonais écrit par Yūsuke Kishi et publié par Kōdansha en 2008. Le roman est adapté en une série manga dessinée par Tōru Oikawa, prépubliée dans le Bessatsu Shōnen Magazine entre mai 2012 et juin 2014 et compilé en sept volumes reliés sortis entre octobre 2012 et août 2014. Une adaptation en série d'animation télévisée produite par A-1 Pictures est diffusée au Japon entre septembre 2012 et mars 2013.

## Synopsis
L'histoire de cet animé se déroule au Japon, mille ans après notre ère où la guerre dominait le monde. Le monde est gouverné par des personnes qui ont la puissance des dieux, des dons psychiques. Nous suivrons la vie de Saki, Satoru, Maria, Mamoru et Shun, qui ont grandi dans une petite ville tranquille qui peut être décrite comme une utopie. Mais après un incident, les enfants découvrent la vraie nature du monde. Parviendront-ils à changer leurs destins ?

## Personnages

### Personnages principaux
Saki Watanabe (渡辺 早季, Watanabe Saki)
Voix japonaise : Risa Taneda (12, 14 et 26 ans), Aya Endo (narrateur, 36 ans)
Personnage principal féminin, Saki est une belle jeune fille pleine d'assurance et d'intelligence. Elle est la meilleure amie de Maria et Satoru et a des sentiments pour Shun. Après la disparition de Shun, Maria et Mamoru, Saki en a gardé une cicatrice mais elle peut toujours compter sur Satoru. Dans les deux derniers épisodes, on découvre que Saki pouvait voir Shun en adulte. Satoru et elle se sont mariés dans le dernier épisode où l'on découvre que Saki est enceinte.
Satoru Asahina (朝比奈 覚, Asahina Satoru)
Voix japonaise : Kanako Tōjō (12 ans), Yūki Kaji (14, 26 et 36 ans)
Petit-fils de Tomiko Asahina, la chef du conseil d'éthique, il est le meilleur ami de Shun, Saki et Maria. C'est un garçon qui adore embêter Saki avec ses blagues, mais il n'en demeure pas moins un bon élève. Quand ses amis ont disparu, il se devait de protéger Saki car il était amoureux d'elle depuis qu'ils étaient enfants. Il se mariera avec elle et ils attendent un enfant dans le dernier épisode.
Shun Aonuma (青沼 瞬, Aonuma Shun)
Voix japonaise : Mai Tōdō (12 ans), Ayumu Murase (14 ans)
Très doué avec ses dons psychiques, Shun est le garçon le plus intelligent et le plus beau de sa classe. Il est aimé de tout le monde, en particulier de Saki. Quand il a eu 14 ans, ses pouvoirs se sont renforcés et il a eu du mal à les contrôler (quand les pouvoirs d'un être humain deviennent défaillants, il devient un démon). Il a perdu le contrôle en détruisant sa maison et en tuant ses parents. Quand il est devenu un démon, il a franchi la frontière du village pour protéger tout le monde. Saki l'a retrouvé mais il n'en pouvait plus de vivre, alors il a décidé de mettre fin à ses jours. Avant de mourir, il dit à Saki qu'il l'a toujours aimée. Douze ans plus tard, il apparaît dans les visions de Saki et dans les derniers épisodes, on le voit adulte.
Maria Akizuki (秋月 真理亜, Akizuki Maria)
Voix japonaise : Kana Hanazawa
Maria est la fille la plus belle et la plus intelligente de sa classe, après Shun. Elle est la meilleure amie de Saki et Satoru et a certains sentiments à l'égard de Mamoru. Pour le protéger, elle décida de quitter sa famille et ses amis pour que Mamoru ne meure pas, même si pour cela, elle devait quitter Saki avec qui elle a partagé les meilleurs moments de sa vie.
Mamoru Itō (伊東 守, Itō Mamoru)
Voix japonaise : Haruka Kudō (12 ans), Motoki Takagi (14 ans)
Jeune garçon très timide et il est amoureux de Maria. Il n'est pas très puissant tant avec son don qu'avec sa force physique. Il était si faible qu'on a voulu le tuer et à ce moment-là, il décida de quitter le village. Saki, Satoru et Maria l'ont retrouvé mais il décida de rester en dehors de la frontière du village. Quand Saki et Satoru retournèrent au village, Maria et lui décidèrent de partir loin. On apprend plus tard que lui et Maria ont eu un enfant, mais ils sont morts dès qu'il est venu au monde.

### Humains
Tomiko Asahina (朝比奈 富子, Asahina Tomiko)
Voix japonaise : Yoshiko Sakakibara
Grand-mère de Satoru et chef du conseil d'éthique. C'est une personne très mystérieuse, et l'on découvre plus tard qu'elle est âgée de 267 ans. Elle a vécu les horreurs de la guerre avant l'instauration des protections de chaque village du pays.
Shisei Kaburagi (鏑木 肆星, Kaburagi Shisei)
Voix japonaise : Takanori Hoshino
Hiromi Torigai (鳥飼 宏美, Torigai Hiromi)
Voix japonaise : Yuri Amano
Masayo Komatsuzaki (小松崎 昌代, Komatsuzaki Masayo)
Voix japonaise : Kaori Yamagata
Koufuu Hino (日野 光風, Hino Kōfū)
Voix japonaise : Kishō Taniyama
Mizuho Watanabe (渡辺 瑞穂, Watanabe Mizuho)
Voix japonaise : Miki Itō
Takashi Sugiura (杉浦 敬, Sugiura Takashi)
Voix japonaise : Hiroki Touchi
Inui (乾, Inui)
Voix japonaise : Kōsuke Toriumi
Mushin (無瞋, Mushin)
Voix japonaise : Tamio Ōki
Rijin (離塵, Rijin)
Voix japonaise : Tomokazu Sugita
Reiko Amano (天野 麗子, Amano Reiko)
Voix japonaise : Yui Horie

### Rats-monstres
Les rats-monstres (バケネズミ, Bakenezumi) sont des mutants humanoïdes.
Squealer (スクィーラ, Sukwīra) Yakomaru (野狐丸, Yakomaru)
Voix japonaise : Daisuke Namikawa
Kiroumaru (奇狼丸, Kirōmaru)
Voix japonaise : Hiroaki Hirata
Squnk (スクォンク, Sukwonku)
Voix japonaise : Kanehira Yamamoto (ja)

## Adaptations

### Manga
Une adaptation en manga du roman est prépubliée dans le Bessatsu Shōnen Magazine entre le 9 mai 2012 et le 9 juin 2014 et publiée en sept volumes reliés sortis entre octobre 2012 et août 2014,.
En 2013, la série est licenciée en anglais sous le titre From the New World par Vertical, qui en publie les sept volumes sortis entre novembre 2013 et janvier 2015.

### Anime
Une adaptation en série d'animation télévisée est produite par A-1 Pictures et diffusée entre septembre 2012 et mars 2013,.
La série n'a pas de générique d'introduction mais des chansons thèmes jouées durant le générique de fin : Wareta Ringo (割れたリンゴ) de Risa Taneda (épisodes 1 à 16) et Yuki ni Saku Hana (雪に咲く花) de Kana Hanazawa (à partir de l'épisode 17).
La série animée est licenciée par Sentai Filmworks en Amérique du Nord et depuis 2020 par Wakanim en France .

#### Liste des épisodes
| No | Titre de l’épisode en anglais    | Titre original de l’épisode                 | Date de 1re diffusion |
| -- | -------------------------------- | ------------------------------------------- | --------------------- |
| 1  | The Season of New Leaves         | 若葉の季節 Wakaba no Kisetsu                | 29 septembre 2012     |
| 2  | The Vanishing Children           | 消えゆく子ら Kieyuku Kora                   | 6 octobre 2012        |
| 3  | The False Minoshiro              | ミノシロモドキ Minoshiro Modoki             | 13 octobre 2012       |
| 4  | Bloody History                   | 血塗られた歴史 Chinurareta Rekishi          | 20 octobre 2012       |
| 5  | Pursuit on a Hot Night           | 逃亡の熱帯夜 Tōbō no Nettaiya               | 27 octobre 2012       |
| 6  | Escape                           | 逃避行 Tōhikō                               | 3 novembre 2012       |
| 7  | Summer Darkness                  | 夏闇 Natsuyami                              | 10 novembre 2012      |
| 8  | Omen                             | 予兆 Yochō                                  | 17 novembre 2012      |
| 9  | The Rising Wind                  | 風立ちぬ Kaze Tachinu                       | 24 novembre 2012      |
| 10 | More Than Darkness               | 闇よりも Yami Yori Mo                       | 1er décembre 2012     |
| 11 | Distant Thunder in Winter        | 冬の遠雷 Fuyu no Enrai                      | 8 décembre 2012       |
| 12 | The Weak Link                    | 弱い環 Yowai Kan                            | 15 décembre 2012      |
| 13 | Reunion                          | 再会 Saikai                                 | 22 décembre 2012      |
| 14 | Snowflakes                       | 雪華 Sekka                                  | 5 janvier 2013        |
| 15 | Afterimage                       | 残像 Zanzō                                  | 12 janvier 2013       |
| 16 | To my beloved Saki               | 愛する早季へ Aisuru Saki e                  | 19 janvier 2013       |
| 17 | Footsteps of Destruction         | 破滅の足音 Hametsu no Ashioto               | 26 janvier 2013       |
| 18 | Scarlet Flower                   | 紅い花 Akai Hana                            | 2 février 2013        |
| 19 | Darkness                         | Kurayami 暗闇                               | 9 février 2013        |
| 20 | Cold Sunlight                    | 冷たい日だまり Tsumetai Hidamari            | 16 février 2013       |
| 21 | The Fire that Destroys the World | 劫火 Gōka                                   | 23 février 2013       |
| 22 | Tokyo                            | 東京 Tōkyō                                  | 2 mars 2013           |
| 23 | The Face of the Boy              | 少年の顔 Shōnen no Kao                      | 9 mars 2013           |
| 24 | Torchlight in the Darkness       | 闇に燃えし篝火は Yami ni Moeshi Kagaribi wa | 16 mars 2013          |
| 25 | From the New World               | 新世界より Shin Sekai Yori                  | 23 mars 2013          |

## Réception
En 2008, le roman reçoit le 28e Nihon SF Taisho Award.